# Шоуц, Весна
Весна Шоуц (род. Земун) — сербский дирижёр и музыкальный педагог. Её карьера отмечена успешным руководством симфоническими, оперными, балетными, музыкальными и хоровыми ансамблями, а также преданной педагогической работой на Факультете музыкального искусства в Белграде, где она является профессором и заведующей кафедрой дирижирования.
Карьера Весны Шоуц представляет собой непрерывное взаимодействие между её исполнительской практикой и педагогической деятельностью. Опыт, полученный за дирижёрским пультом, напрямую обогащает её работу со студентами, в то время как педагогическая работа держит её в постоянном контакте с новыми поколениями. Одновременно она активно работает дирижёром в трёх значительных белградских театрах: Национальном театре, Опере и театре Мадленианум и Театре на Теразие. За десятилетия карьеры она дала сотни концертов и дирижировала более чем двумя тысячами театральных представлений.

## Ранняя жизнь, семейное окружение и образование
Весна Шоуц родилась в Земуне, в известной музыкальной семье. Её отец, Мирко Шоуц, был выдающимся сербским джазовым музыкантом — композитором, аранжировщиком, дирижёром, пианистом, вибрафонистом и вокалистом. Весна Шоуц отмечает, что её отец и профессор Даринка Матич-Марович были для неё самыми большими примерами для подражания.
Формальное музыкальное образование она получила на Факультете музыкального искусства в Белграде. Сначала она окончила кафедру музыкальной педагогики в октябре 1989 года, а затем, в декабре 1990 года, — кафедру дирижирования. За выпускной экзамен по дирижированию (публичный концерт) она получила премию фонда «Петар Милошевич» как лучшая студентка того года (1990). В марте 1993 года она получила степень магистра дирижирования в классе профессора эмерита Даринки Матич-Марович. Тема её магистерской диссертации — «Элементы музыкального стиля Франсиса Пуленка на примерах концертов „Champêtre“ и Концерта для двух фортепиано с оркестром ре минор».

## Становление дирижёрской карьеры: ключевые ангажементы и достижения
За свою карьеру Весна Шоуц дирижировала более чем двумя тысячами театральных представлений (опера, балет, мюзикл).

### Театральная деятельность

#### Национальный театр в Белграде
Весна Шоуц — постоянный дирижёр Оперы Национального театра в Белграде. В более ранний период она также занимала должность руководителя Хора Оперы Национального театра.
| Название произведения | Композитор/Автор музыки | Жанр  | Год/Период | Примечание                                         | Источник |
| --------------------- | ----------------------- | ----- | ---------- | -------------------------------------------------- | -------- |
| Итальянка в Алжире    | Джоаккино Россини       | Опера | 2016       | Возобновление; дирижёр на представлении 22.05.2016 | [ 5 ]    |
| Королева Марго        | Горан Брегович          | Балет |            | Дирижёр                                            | [ 6 ]    |
| Дама с камелиями      | Джузеппе Верди / аранж. | Балет |            | Дирижёр                                            | [ 7 ]    |
| Севильский цирюльник  | Джоаккино Россини       | Опера | 2019       | Упоминается в критике                              | [ 8 ]    |
| Закат                 | Стеван Христич          | Опера | 2016       | Премьера, упоминается в критике                    | [ 8 ]    |

#### Опера и театр Мадленианум
В Опере и театре Мадленианум Весна Шоуц работает постоянным дирижёром, а в определённый период была и главным дирижёром этого театра. В 2019 году она получила Грамоту за выдающийся многолетний художественный вклад в Оперу и театр Мадленианум.
| Название произведения | Композитор/Автор                                                   | Жанр             | Год/Период   | Примечание                         | Источник |
| --------------------- | ------------------------------------------------------------------ | ---------------- | ------------ | ---------------------------------- | -------- |
| Компания              | Стивен Сондхайм (музыка и слова), Джордж Фурт (либретто)           | Мюзикл           |              | Дирижёр                            | [ 10 ]   |
| Мандрагора            | Иван Евтич (музыка), Весна Миладинович (либретто по Н. Макиавелли) | Комическая опера | 2009         | Мировая премьера 16.12.2009        | [ 11 ]   |
| Весёлая вдова         | Франц Легар                                                        | Оперетта         | 2020         | Премьера в феврале 2020            | [ 9 ]    |
| Парижская жизнь       | Жак Оффенбах                                                       | Оперетта         | 2022 (анонс) | Дирижёр на премьере 1 октября 2022 | [ 12 ]   |

#### Театр на Теразие
В Театре на Теразие Весна Шоуц занимает должность музыкального директора, то есть главного дирижёра. За свою работу она получила Ежегодную премию за премьеру мюзикла «Призрак Оперы» в 2017 году, а также Ежегодную премию Театра на Теразие в 2016 году. Она дирижировала мюзиклом «The Drowsy Chaperone» (оригинальное название, серб. Бродвејске враголије), за оркестровое исполнение которого получила похвалу от автора Лизы Ламберт.
| Название произведения | Композитор/Автор                                                                   | Год/Период | Примечание                               | Источник |
| --------------------- | ---------------------------------------------------------------------------------- | ---------- | ---------------------------------------- | -------- |
| Призрак Оперы         | Эндрю Ллойд Уэббер                                                                 | 2017       | Премированная премьера                   | [ 1 ]    |
| The Drowsy Chaperone  | Лиза Ламберт, Грег Моррисон (музыка и слова); Боб Мартин, Дон Маккеллар (либретто) | 2019       | Похвала автора за оркестровое исполнение | [ 13 ]   |

#### Сербский национальный театр в Нови-Саде
Весна Шоуц также работает дирижёром в Сербском национальном театре в Нови-Саде.

### Симфоническая, концертная и хоровая деятельность
Она дала более шестисот концертов. Дирижировала всеми симфоническими оркестрами Сербии и руководила Симфоническим оркестром Факультета музыкального искусства в Белграде. Сотрудничала с многочисленными камерными ансамблями, включая Белградский камерный оркестр «Душан Сковран», Струнный оркестр Святого Георгия, Камерный оркестр РТС, Нови-Садский камерный оркестр и Камерный оркестр Школы музыкальных талантов из Чуприи.
Её международная карьера включает выступления на таких сценах, как Зал Гаво в Париже и Александринский театр в Санкт-Петербурге. Дирижировала известными зарубежными оркестрами: Филармоническим оркестром Риги (Латвия), Симфоническим оркестром MATÁV в Будапеште (Венгрия), Сегедским симфоническим оркестром (Венгрия), Президентским симфоническим оркестром Анкары (CSO, Турция), Стамбульским симфоническим оркестром (Турция), Симфоническим оркестром Бурсы (Турция), Сараевским филармоническим оркестром (Босния и Герцеговина), Баня-Лукским филармоническим оркестром (Босния и Герцеговина) и Симфоническим оркестром Фестиваля в Нарни (Италия). Выступала во Франции, Германии, России, Италии, Дании, Швейцарии, Латвии, Греции, Словакии, Канаде, Турции, Венгрии, Словении, Хорватии, Республике Сербской, Боснии и Герцеговине, Северной Македонии и Испании.
В области хорового дирижирования была основателем и дирижёром хоров «Бранко Радичевич» и «Бельканто», а также руководила хором «Лола».

### Репертуарная политика и художественное выражение
Репертуар Весны Шоуц охватывает произведения мирового классического наследия, а также сочинения современных авторов, включая большое количество премьерных исполнений. Примеры включают мировую премьеру комической оперы «Мандрагора» Ивана Евтича и сербскую премьеру произведения Альфреда Шнитке в сотрудничестве со скрипачкой Миной Мендельсон.
Художественная философия Весны Шоуц подчеркивает, что «дирижёр не существует без ансамбля», выделяя важность командной работы и взаимного доверия. Музыку она воспринимает как «универсальный язык, пробуждающий эмоции». Критики часто отмечают её «изящную, ритмичную жестикуляцию», «очаровательную непринужденность», способность «волшебной палочкой всё держать под контролем», «определённый и проникновенно музыкальный тон», а также «сильную художественную достоверность и чрезвычайное обаяние».

## Педагогический вклад

### Факультет музыкального искусства в Белграде
Весна Шоуц — профессор кафедры дирижирования Факультета музыкального искусства в Белграде и заведующая этой кафедрой.

### Гостевые лекции
Была приглашённым профессором в Университете Билги в Стамбуле (Турция) и в Академии искусств в Баня-Луке (Республика Сербская).

## Дискография и постоянные записи

### CD-издания
Весна Шоуц записала шесть компакт-дисков, три из которых были выпущены зарубежными лейблами.
| Название альбома/Описание                                         | Оркестр                             | Солисты                                                           | Ключевые произведения в программе                                                                                                  | Продюсер/Лейбл                     | Год  | Источник |
| ----------------------------------------------------------------- | ----------------------------------- | ----------------------------------------------------------------- | --- | ---------------------------------- | ---- | -------- |
| Музыка Ивана Евтича                                               | Нови-Садский камерный оркестр       | Эрик Обье (труба), Снежана Савичич (сопрано)                      | «Que le jour est beau», «Eissplitter», 11 стихотворений Ирен Шпайзер                                                               | Mandala - Harmonia Mundi (Париж)   | 2003 | [ 15 ]   |
| Концерт с Белградским филармоническим оркестром (live)            | Белградский филармонический оркестр | Константин Богино (фортепиано), Паавали Юмппанен (фортепиано)     | Я. Сибелиус - Финляндия соч. 26, Ф. Пуленк - Концерт для двух фортепиано с оркестром ре минор, Дж. Гершвин - Рапсодия в стиле блюз | NATAN (Белград)                    | 1999 | [ 15 ]   |
| Гала-концерт оперы со Стамбульским симфоническим оркестром (live) | Стамбульский симфонический оркестр  | Эглисе Гутьеррес, Бурак Билгили, Шенол Талинли, Озай и Онай Гюнай | Гала-концерт оперы | Стамбульский симфонический оркестр | 2005 | [ 15 ]   |

### Постоянные записи для СМИ
Она осуществила большое количество постоянных записей для отечественных и зарубежных радио- и телепрограмм. Её официальный сайт перечисляет записи концертов с Симфоническим оркестром РТС, Камерным оркестром «Душан Сковран», Симфоническим оркестром ФМИ, Симфоническим оркестром Бурсы, Стамбульским симфоническим оркестром, а также видеозаписи для Радио и телевидения Сербии (концерты, опера «Мальчик без страха»).

## Награды, признания и критический отклик
| Название награды/признания                                   | Год  | Учреждение/Обоснование                                                   | Источник |
| ------------------------------------------------------------ | ---- | ------------------------------------------------------------------------ | -------- |
| Грамота за выдающийся многолетний художественный вклад       | 2019 | Опера и театр Мадленианум                                                | [ 1 ]    |
| Ежегодная премия Театра на Теразие                           | 2017 | За премьеру мюзикла «Призрак Оперы»                                      | [ 1 ]    |
| Ежегодная премия Театра на Теразие                           | 2016 |                                                                          | [ 1 ]    |
| Серебряная плакета Университета искусств                     | 2004 | Университет искусств в Белграде                                          | [ 1 ]    |
| Золотой значок Культурно-просветительского сообщества Сербии | 1995 | Культурно-просветительское сообщество Сербии                             | [ 1 ]    |
| Октябрьская премия города Земуна                             | 1992 | За достижения в области музыки                                           | [ 1 ]    |
| Студенческая Октябрьская премия города Белграда              | 1992 | За выдающиеся достижения и концертную деятельность в стране и за рубежом | [ 1 ]    |
| Премия фонда «Петар Милошевич»                               | 1990 | За лучший выпускной экзамен по дирижированию – концерт                   | [ 1 ]    |

Концерты и театральные представления Весны Шоуц регулярно сопровождаются исключительно положительными отзывами критики.